# Derek Boateng
Derek Owusu Boateng (ur. 2 maja 1983 w Akrze) – ghański piłkarz, grający na pozycji ofensywnego pomocnika, reprezentant Ghany.

## Kariera klubowa
Boateng piłkarską karierę rozpoczynał w Akrze, w tamtejszym klubie Liberty Professionals FC. Przez niecały rok grał w tamtejszej Ghana Telecom Premier League, a następnie wyjechał do Grecji. Jego pierwszym klubem w tamtejszym kraju była Kalamata. Grał w niej przez półtora sezonu, ale w sezonie 2000/2001 zespół opuścił grecką ekstraklasę. W zimowym oknie transferowym tamtego sezonu Boateng przeszedł do Panathinaikosu Ateny. Wtedy wywalczył z nim wicemistrzostwo Grecji, a w 2002 roku zajął 3. miejsce i wystąpił w Lidze Mistrzów dochodząc w niej do ćwierćfinału. W Panathinaikosie Boateng nie miał jednak pewnego miejsca w składzie i na sezon 2002/2003 został wypożyczony do OFI 1925.
Latem 2003 Boateng trafił do szwedzkiego klubu AIK Fotboll. Grał w wyjściowej jedenastce i zajął 5. miejsce w Allsvenskan. Jednak w 2004 roku sztokholmski klub spadł z ligi. Cały rok 2005 Boateng spędził grając w drugiej lidze, po czym wywalczył awans do ekstraklasy i spędził w niej część sezonu 2006, a latem przeszedł do izraelskiego Beitaru Jerozolima. W styczniu 2009 podpisał czteroipółletni kontrakt z niemieckim 1. FC Köln. Natomiast latem tamtego roku odszedł do Getafe CF. W czerwcu 2011 przeszedł do FK Dnipro.
22 maja 2013 ogłoszono, że Derek Boateng od sezonu 2013/14 będzie zawodnikiem angielskiego Fulham. Podpisał z tym klubem czteroletni kontrakt. Zawodnikiem Fulham był do 2014 roku. Następnie był graczem Rayo Vallecano, SD Eibar, Rayo OKC oraz OFI 1925. W 2017 roku zakończył karierę.
| Sezon   | Klub                     | Kraj              | Rozgrywki        | Mecze | Bramki |
| ------- | ------------------------ | ----------------- | ---------------- | ----- | ------ |
| 1999    | Liberty Professionals FC | Ghana             | Premier League   | ?     | ?      |
| 1999/00 | PAE Kalamata             | Grecja            | Alpha Ethniki    | 17    | 5      |
| 2000/01 | PAE Kalamata             | Grecja            | Alpha Ethniki    | 10    | 4      |
| 2000/01 | Panathinaikos AO         | Grecja            | Alpha Ethniki    | 11    | 2      |
| 2001/02 | Panathinaikos AO         | Grecja            | Alpha Ethniki    | 13    | 1      |
| 2002/03 | OFI 1925                 | Grecja            | Alpha Ethniki    | 12    | 1      |
| 2003    | AIK Fotboll              | Szwecja           | Allsvenskan      | 9     | 2      |
| 2004    | AIK Fotboll              | Szwecja           | Allsvenskan      | 17    | 1      |
| 2005    | AIK Fotboll              | Szwecja           | Allsvenskan      | 22    | 1      |
| 2006    | AIK Fotboll              | Szwecja           | Allsvenskan      | 7     | 1      |
| 2006/07 | Beitar Jerozolima        | Izrael            | Ligat ha’Al      | 30    | 4      |
| 2007/08 | Beitar Jerozolima        | Izrael            | Ligat ha’Al      | 32    | 4      |
| 2008/09 | Beitar Jerozolima        | Izrael            | Ligat ha’Al      | 12    | 0      |
| 2008/09 | 1. FC Köln               | Niemcy            | Bundesliga       | 10    | 0      |
| 2009/10 | Getafe CF                | Hiszpania         | Primera División | 29    | 0      |
| 2010/11 | Getafe CF                | Hiszpania         | Primera División | 32    | 2      |
| 2011/12 | Dnipro Dniepropetrowsk   | Ukraina           | Premier-liha     | 21    | 2      |
| 2012/13 | Dnipro Dniepropetrowsk   | Ukraina           | Premier-liha     | 2     | 0      |
| 2013/14 | Fulham F.C.              | Anglia            | Premier League   | 3     | 0      |
| 2014/15 | Rayo Vallecano           | Hiszpania         | Primera División | 0     | 0      |
| 2014/15 | SD Eibar                 | Hiszpania         | Primera División | 13    | 0      |
| 2016    | Rayo OKC                 | Stany Zjednoczone | NASL             | 28    | 0      |
| 2016/17 | OFI 1925                 | Grecja            | Football League  | 13    | 2      |

## Kariera reprezentacyjna
Reprezentacyjną karierę Boateng rozpoczął od występów w młodzieżowej reprezentacji Ghany U-17. W 2001 roku natomiast wystąpił z kadrą U-21 na Młodzieżowych Mistrzostwach Świata w Argentynie. Zagrał na nich we wszystkich meczach Ghany, także w przegranym 0:3 finale z Argentyną. Na turnieju grał dobrze i został wybrany do Najlepszej Jedenastki, a srebrny medal był także jedną z przyczyn do wybrania go w 2001 roku Najlepszym Młodym Piłkarzem Afryki.
W pierwszej reprezentacji Ghany Boateng zadebiutował 25 grudnia 2001 w zremisowanym 1:1 towarzyskim meczu z Mali. W 2002 roku wziął udział w Pucharze Narodów Afryki, z Ghaną odpadł jednak w ćwierćfinale po porażce 0:1 z Nigerią.
W 2006 roku Boateng został powołany przez selekcjonera Ratomira Dujkovicia do 23-osobowej kadry na Mistrzostwa Świata w Niemczech. Zagrał tam w dwóch grupowych meczach: wygranymi 2:0 z Czechami oraz 2:1 z USA. Natomiast w 1/8 finału w meczu z Brazylią (0:3) pojawił się na boisku w 60. minucie zmieniając Erika Addo.